# Gastonia (Észak-Karolina)
Gastonia az észak-karolinai Gaston megye székhelye. Lakosainak száma a 2000. évi népszámlálás szerint 66 277 fő volt. A város része a Charlotte metropolita körzetnek, s a Charlotte-Gastonia-Concord metropolita statisztikai területnek. A második legnagyobb város lakosságát tekintve ebben a metropolita körzetben Charlotte után. A lakosság száma folytonosan növekszik, s 1990-től, mint egy 10%-kal nőtt.

## Város bemutatása
Gastonia városában és környezetében több említésre méltó kulturális központ van.The Schiele Museum of Natural History a belvárosban keleti részén a Garrison Boulevardon található. A Gaston-Lincoln Regional Library System fő ága a Schiele Muzeummal átellenben van. A Daniel Stowe Botanical Garden a város délkereti részén 279-es útról közelíthető meg. A U.S. National Whitewater Center (Catawba River) a város keleti részén található a szomszédos Mecklenburg megyében.
Gastonia és Gaston megye terepe változatos. A legnagyobb magasság 515 m  (King's Pinnacle) és 495 m (Crowder's Mountain) magas, mindkettő a Crowders Mointain State Parkban van a város nyugati határain belül. A park és a csúcsok kedvelt kiránduló helyek, és egyúttal Charlotte-Gastonia-Concord metropolita körzet legmagasabb pontjai. Egy-két kisebb hegy is látható a város peremén.
Gastonia ismert még templomairól is, többnyire baptista vagy metodista templomok. A két fő templom a Bethlehem Baptist Church és a Parkwood Baptist Church.

## Népesség
A település népességének változása:
| Lakosok száma | 236  | 71 741 | 80 411 |
|               | 1880 | 2010   | 2020   |